# Rodney Pattison
Rodney Stuart Pattison oder Pattisson, MBE (* 15. August 1943 in Campbeltown, Argyll and Bute) ist ein britischer Segler, der von 1968 bis 1976 drei olympische Medaillen gewann.

## Leben
Bei der olympischen Regatta 1968 vor Acapulco gelangen Pattison und seinem Vorschoter Iain MacDonald-Smith mit dem Flying Dutchman (FD) fünf Tagessiege und ein zweiter Platz. Damit gewannen die beiden souverän Gold vor dem deutschen Boot mit Ullrich Libor und Peter Naumann. 1969 vor Neapel und 1970 vor Adelaide gewannen Pattison und MacDonald-Smith den Weltmeistertitel. 1971 vor La Rochelle gewann Pattison seinen dritten Weltmeistertitel im FD, diesmal zusammen mit Julian Brooke-Houghton. 1968, 1970, 1972 und 1975 wurde Pattison Europameister mit dem Flying Dutchman.
Bei der olympischen Regatta 1972 vor Kiel konnte Pattison zusammen mit Christopher Davies vier Tagessiege erringen und gewann seine Zweite Goldmedaille vor den Franzosen Yves und Marc Pajot sowie vor Libor und Naumann. 1976 bei der olympischen Regatta vor Kingston trat Pattison mit Vorschoter Julian Brooke-Houghton an. Den beiden gelang ein Tagessieg, in der Gesamtwertung gewannen sie Silber hinter den deutschen Brüdern Jörg und Eckart Diesch.
1969 – gemeinsam mit seinem FD-Konkurrenten Ullrich Libor und mit Harald Schwarzlose – und 1976 wurde Pattison in der Vierteltonnerklasse Weltmeister, 1985 in der Eintonnerklasse. 1983 war Pattison Co-Skipper von Peter de Savary beim America’s Cup.
Nach seinem Olympiasieg 1968 hatte Pattison seine Anstellung bei der British Navy aufgegeben und eine Jachtwerft in Dorset gegründet. 1969 wurde Pattison mit dem Orden Order of the British Empire ausgezeichnet.